# Rafael Moragas i Maseras
Rafael Moragas i Maseras, "Moraguetes", (Barcelona, 7 d'agost de 1883 - Estrasburg, 1966) fou un escriptor, periodista i crític musical, artístic i literari català.

## Biografia
Va néixer al carrer Trafalgar de Barcelona, fill d'Enric Moragas i Barret i de Matilde Maseras i Rodríguez, tots dos naturals de Barcelona.
Va col·laborar en diaris i revistes del moment, com La Publicitat, Pèl & Ploma i Papitu, entre d'altres. Realitzà una gran tasca com a director escènic i artístic del Gran Teatre del Liceu de Barcelona (1912-1939). Va participar activament en la vida cultural de la ciutat. Part del seu fons personal es conserva a l'Arxiu Fotogràfic de Barcelona. Fruit de la seva activitat professional, va reunir retrats de personatges del món del teatre i la música. Compositors, cantants d'òpera, actrius i actors enviaven a Moragas els seus retrats amb una dedicatòria com a mostra de la seva amistat. Amadeu Mariné, Pau Audouard, Antoni Esplugas i Napoleón, entre d'altres, són autors d'aquestes fotografies. També forma part del fons la correspondència, en format postal, que dona testimoni de les amistats de Moragas. El fons, a més a més, recull fotografies de diferents actes de la CNT.
En els entorns literaris barcelonins se'l coneixia pel nom de Moraguetes.